# شورای خلق ترکمنستان
شورای خلق (ترکمنی: Halk Maslahaty) از نهادهای مهم حکومتی ترکمنستان است که به عنوان بالاترین نهاد مشورتی کشور فعالیت می‌کند و مرجع عالی قانون اساسی به‌شمار می‌رود. این شورا، اعضای خاص خود را دارد و بخشی از قوه مقننه محسوب نمی‌شود. این شورا نیز در سال ۲۰۲۳، با تغییرات ساختاری، به نهادی مستقل، تبدیل شد و به جای مجلس، نقش اصلی در سیاست‌گذاری‌های کلان کشور را برعهده گرفت. از جمله اختیارات این شورا، اصلاح قانون اساسی است. رئیس این شورا، توسط رئیس‌جمهور، منصوب و با عنوان «رهبر ملی» خوانده می‌شود. رسانه‌های دولتی، از شورای خلق، به عنوان «نهاد نمایندگی عالی قدرت مردم»، عنوانی شبیه به «ارگان عالی قدرت دولتی» شورای عالی اتحاد جماهیر شوروی یاد می‌کنند. از سال ۲۰۱۸ تا ۲۰۲۳ نیز مجلس اعلای قوه مقننه ترکمنستان، «شورای ملی» بود.

## اعضا
تا ۲۲ ژانویه ۲۰۲۳، اعضای شورا و تعدادشان، نامشخص بود، اما رسانه‌های دولتی ترکمنستان اعلام کردند که این شورا شامل «نمایندگان نهادهای دولتی، جامعه و مناطق، از جمله بزرگان خردمند که جوانان آینده کشور هستند» خواهد بود. طبق رسانه‌های رسمی دولتی، شورای خلق شامل اعضای زیر است:
- رئیس شورای خلق ترکمنستان
- رئیس‌جمهور ترکمنستان
- رئیس مجلس ترکمنستان
- رئیس دیوان عالی کشور
- دبیر شورای امنیت کشور
- نمایندگان مجلس
- اعضای کابینه وزیران
- بازرس
- دادستان کل
- وزیر دادگستری
- استانداران و فرمانداران بخش‌ها و شهرداران
- رئیس‌های شوراهای خلق استان‌ها، ولسوالی‌ها و شهرستان‌ها
- رئیس‌های شوراهای شهرها و شهرستان‌های مرکز بخش
- رئیس‌های احزاب سیاسی، اتحادیه‌های کارگری و سایر سازمان‌های اجتماعی
- نمایندگان جامعه از جمله بزرگان پیشنهادی شوراهای خلق استان‌ها و شهر عشق‌آباد[۶][۷]

طبق قانون، رئیس‌جمهور ترکمنستان، در صورت ناتوانی رئیس شورا، ریاست شورای خلق را بر عهده دارد. در فوریه ۲۰۲۳، معاون سابق رئیس‌جمهور نیز در رسانه‌های دولتی ترکمنستان، به عنوان رئیس ستاد شورای خلق، معرفی شد.
در ۱۸ ژوئیه ۲۰۲۳، شورای خلق، قطعنامه‌ای را برای تشکیل شورای بزرگان، تصویب کرد.

## اختیارات
قانون حاکم بر شورای خلق به این اختیارات تصریح می‌کند:

1. بررسی و تصویب پیشنهادها در مورد مسائل مربوط به قانون اساسی ترکمنستان، اصلاح و افزایش آنها
2. بررسی و تصویب سیاست‌های کلی داخلی و خارجی دولت و نیز برنامه‌ها و قوانین توسعه سیاسی، اقتصادی، اجتماعی و فرهنگی کشور
3. شنیدن سخنرانی‌های سالانه رئیس‌جمهور ترکمنستان
4. بررسی مسائل صلح و امنیت
5. حق ابتکار قانونگذاری
6. رعایت سایر اختیارات پیش‌بینی شده در قانون ترکمنستان